# Alastair Duncan
Pour les articles homonymes, voir Duncan.
Alastair Duncan, né en 1958 à Édimbourg, est un acteur britannique.

## Biographie
Alastair Duncan a d'abord été acteur sous le nom de Neil Duncan. Il a joué de nombreux seconds rôles au cinéma et surtout à la télévision. Il avait été envisagé pour jouer le rôle principal de la série télévisée Highlander qui est finalement revenu à Adrian Paul. Il a également prêté sa voix à de nombreux personnages de jeux vidéo ainsi qu'à Alfred Pennyworth dans la série d'animation Batman. Il a été marié avec l'actrice Anna Gunn avec qui il a eu deux filles. Le couple a divorcé en 2009.

## Filmographie

### Cinéma

#### Films
- 1992 : Killer Instinct : l'inspecteur Dick Durkin
- 2011 : Millénium : Les Hommes qui n'aimaient pas les femmes : Greger

#### Films d'animation
- 2005 : Batman contre Dracula : Alfred Pennyworth
- 2021 : Batman: The Long Halloween de Chris Palmer : Alfred Pennyworth

### Télévision

#### Séries télévisées
- 1983 - 1994 : Taggart (7 épisodes) : Peter Livingstone
- 1988 : Le Chien des Baskerville (téléfilm) : le docteur Mortimer
- 1991 : Hercule Poirot (saison 3 épisode 6) : le capitaine Black
- 1996 : Arabesque (saison 12 épisode 20) : sergent Colin Baxter
- 1996 : Lonesome Dove : Les Jeunes Années (mini-série) : capitaine Billy Falconer
- 1996 : Highlander (saison 5 épisode 6) : Terence Coventry
- 1997 : Xena, la guerrière (saison 3 épisode 2) : Perion
- 1997 : Tower of Terror (téléfilm) : Gilbert
- 1997 : Babylon 5 (saison 4 épisode 22) : Latimere
- 2000 : Buffy contre les vampires (saison 4 épisodes 15 et 16) : Collins
- 2000 : Angel (saison 1 épisode 19) : Collins
- 2000 : The Three Stooges de James Frawley
- 2001 : Providence (4 épisodes) : Graham Hollings
- 2001 : Charmed (saison 4 épisode 7) : Alaster
- 2007 : Mad Men (saison 1 épisode 3) : George Pelham
- 2010 : Mentalist (saison 2 épisode 17) : Francis Slocombe
- 2010 : Leverage (saison 3 épisode 16) : président Edwin Ribera
- 2011 : Castle (saison 3 épisode 14) : Reginald Easley
- 2013 : Bones (saison 9 épisode 1) : Heinrich Gloeckner
- 2013 : Les Experts (saison 14 épisode 4) : Graham Deveraux

#### Séries d'animation
- 2004 - 2008 : Batman : Alfred Pennyworth (48 épisodes)
- 2017- : Spider-Man : Adrian Toomes / le Vautour

### Jeux vidéo
- 2013 : Metal Gear Rising : Revengeance : Senateur Armstrong
- 2014 : La Terre du Milieu : L'Ombre du Mordor : Celebrimbor
- 2016 : La Terre du Milieu : L'Ombre de la guerre : Celebrimbor
- 2018 : God of War : Mimir
- 2022 : God of War: Ragnarök  : Mimir
- 2025 : Death Stranding 2: On the Beach : le Président[2]

## Livre audio
- Novélisation du jeu God of War (2018)